# Hot Springs (Montana)
Hot Springs es un pueblo ubicado en el condado de Sanders en el estado estadounidense de Montana. En el Censo de 2010 tenía una población de 544 habitantes y una densidad poblacional de 546,98 personas por km². Fundada en 1910, se incorporó en 1929.

## Geografía
Hot Springs se encuentra ubicado en las coordenadas 47°36′33″N 114°40′14″O / 47.60917, -114.67056. Según la Oficina del Censo de los Estados Unidos, Hot Springs tiene una superficie total de 0.99 km², de la cual 0.99 km² corresponden a tierra firme y (0%) 0 km² es agua.

## Demografía
Según el censo de 2010, había 544 personas residiendo en Hot Springs. La densidad de población era de 546,98 hab./km². De los 544 habitantes, Hot Springs estaba compuesto por el 77.76% blancos, el 0.55% eran afroamericanos, el 9.93% eran amerindios, el 0.18% eran asiáticos, el 0% eran isleños del Pacífico, el 1.65% eran de otras razas y el 9.93% pertenecían a dos o más razas. Del total de la población el 4.23% eran hispanos o latinos de cualquier raza.